# Lauriane
Lauriane é uma ópera do compositor português Augusto Machado em quatro actos e seis quadros, sobre poema de A. Guiou e Jean-Jacques Magne, segundo o drama de George Sand e Paul Meurice, Les beaux Messieurs de Bois-Doré. A ópera foi dedicada a S. M. D. Luís I, Rei de Portugal.
Sua estreia ocorreu no Grand Théâtre de Marselha, França, a 9 de janeiro de 1883, e sua estreia em Portugal ocorreu no Real Teatro de S. Carlos a 1 de março de 1884.